# Мир
Мир је стање у друштву у којем нема сукоба односно рата.
Време сукоба две или више страна зове се рат. Рат је појам супротан појму мир. Поред одсуства рата, мир може да означава и социјално, лично и друштвено благостање.
У историји цивилизације мир је увек био идеално стање друштва, али историју пре свега карактерише стање рата и оружаног решавања конфликтних ситуација. Да је рат доминантни начин решавања конфликата у историји цивилизације показује и потреба међународне заједнице да регулише стање рата како би се спречили ратни злочини тј. „цивилизовало“ стање рата Женевском конвенцијом која је и данас актуелна. Нажалост, упркос томе што је рат нежељена појава у решавању конфликта, а опет чести начин решавања конфликата, тако се ни стање рата не може регулисати а да се спречи појава ратног злочина и нечовечног поступања зато што је то у контрадикцији са самом природом рата.
На руском језику реч „мир“ има више значења између осталог значи и „земља“ (планета) и „свет“ (васиона).

## Етимологија
Термин „мир“ је настао из англо-француског pes, и старофрансуског pais, са значењем „мир, помирење, тишина, споразум“ (11. век). Међутим, сама реч Pes потиче из латинског pax, са значењем „мир, споразум, мировни споразум, транквилност, одсуство непријатељства, хармонија“. Енглеска реч је ушла у употребу у разним личним поздравима од око 1300. године као превод хебрејске речи шалом, која по јеврејској теологији потиче од јеврејског глагола са значењем 'бити комплетан, цео'. Мада је peace уобичајен превод, он је непотпун, пошто шалом који је исто тако сродан са арапским salaam, има вишеструка друга значења осим мира, укључујући правду, добро здравље, безбедност, благостање, просперитет, једнакост, сигурност, срећу и пријатељство. На личном нивоу, мирно понашање је љубазно, пажљиво, поштено, праведно и толерантно према другим веровањима и понашањима - тежи да манифестује добру вољу.
Ово друго разумевање мира може се такође односити на интроспективан смисао или концепт самог појединца, као што је то „у миру“, у сопственом уму, као што се види у европским референцама из око 1200. Рани енглески термин је такође кориштен у смислу „ тишине“, што одражава мирне, спокојне и медитативне приступе породичним или групним односима, који избегавају свађе и траже спокојност - одсуство немира или агитације.
У многим језицима, реч за мир се исто тако користи као поздрав или опроштај, на пример хавајска реч aloha, као и арапска реч salaam. У енглеском се реч peace понекад користи за опроштај, посебно за преминуле особе, као у фрази rest in peace (почивај у миру).
Волфганг Дитрич у свом истраживачком пројекту, којим је произведена књига The Palgrave International Handbook of Peace Studies (2011) мапира различита значења мира у различитим језицима и из различитих региона широм света. Касније, у свом раду Interpretations of Peace in History and Culture (2012), он групише различита значења мира у пет фамилија: енергетска/хармонија, морал/правда, модерна/сигурност, постмодерна/истина и трансрационална, што је синтеза позитивних страна четири раније породице.

## Верска уверења и мир
Религијска уверења често настоје да идентификују и размотре основне проблеме људског живота, укључујући сукобе између, међу и унутар људи и друштава. Међу паганским верама, обожавање персонификованог мира је било организовано у античка времена под именом Ејрене („Мир“) у грчком говорном подручју и Пакс у латинском говорном подручју. Њени идоли су приказали одраслу жену, обично са рогом изобиља и скиптром, а понекад и са бакљом или маслиновим лишћем.
Хришћани, који верују да је Исус из Назарета Месија у јудаизму звани Христос, интерпретирају Исаија 9:6 као месијанско пророчанство Исуса у којем се он зове „принц мира“. У Јеванђеље по Луки, Захарије слави свог сина Јована: „И ти, дете, ћеш се звати пророком свемогућег, јер ћеш ићи пред Господа да припремиш његове начине, да даш његовом људству спознање о спасењу кроз опроштење њихових грехова, због благе милости нашег Бога по којој дан од горе ће нас посетити да обасја оне који седе у сенци мрака и смрти, да води наше стопе на путу мира.“
Бројни понтификовани документи о Светој круници документују континуитет ставова папа да верују у Свету круницу као средство за неговање мира.
Ислам је изведен из корена речи salam која значи мир. Муслимани се називају следбеницима Ислама. Куран јасно наводи: „Они који су веровали и чије срца су уверена сећањем на Алаха. Несумњиво, сећањем на Алаха, срца су уверена“ ...
Будисти верују да се мир може постићи када се заврши сва патња. Они сматрају да су све патње проистичу из пожуде (у екстремном случају, похлепе), аверзија (страхова) или заблуда. Да би елиминисали такву патњу и постигли лични мир, следбеници на путу Буде се придржавају сета учења званих Четири племените истине - централног начела у будистичкој филозофији.
Хинду текстови садрже следеће:
Нека буде мир на небесима, мир у атмосфери, мир на земљи. Нека буде хладноће у води, лековитости у травама и мира који зрачи из дрвећа. Нека буде хармонија на планети и звездама, и савршенство у вечном знању. Нека све у свемиру буде у миру. Нека се мир прошири свуда, у свим временима. Нека ја осетим тај мир у свом срцу.— Јајур Веда 36.17)

### Унутрашњи мир
Унутрашњи мир (или мир ума) одражава стање металног и духовног мира, са довољно знања и разумевања да се остане јаким при излагању раздору или стресу. Бити „у миру“ многи сматрају здравом хомеостазом и супротним од стреса или узнемирености. Мир ума се генерално повезује са блаженством и срећом.
Мир ума, спокојство и смиреност су описи диспозиције ослобођене од ефеката стреса. У неким културама, унутрашњи мир се сматра стањем свести или просветљења које се може култивисати разним видовима вежбе, као што су молитве, медитација, тајђићуен или јога, на пример. Многи духовне праксе називају тај мир као искуство познавања себе. Налажење унутрашњег мира се обично везује за традиције као што је будизам или хиндуизам, као и њу ејџ покрет и хришћанство.

### Сатијаграха
Сатијаграха (санск. सत्याग्रह satyāgraha) је филозофија и пракса ненасилног отпора коју је развио Махатма Ганди. Он је примењивао сатијаграха технике у кампањама за индијску независност као и током његових ранијих борби у Јужној Африци.
Сама реч сатијаграха је формирана путем јавног конкурса који је Ганди спонзорисао кроз његове новине које је објављивао у Јужној Африци, Indian Opinion, када је дожао до закључка да ни уобичајени, савремени хинду језик нити енглески језик садрже реч која је у потпуности изражава његова сопствена значења и намере када говори о његовим ненасилним приступима сукобима. Према Гандијевој аутобиографији, победник такмичења је био Маганлал Ганди (вероватно не постоји веза), који је поднео унос садаграха, који је Гандхи затим модификовао у сатијаграха. Етимолошки, ова хиндуска реч означава „чврстоћу истине“ и обично се преводи као „сталност у истини“ или „сила истине“.
Сатијаграха теорија је исто тако утицала на Мартина Лутера Кинга током кампање коју је он водио током покрета за грађанска права у Сједињеним Државама. Теорија сатијаграха види средства и циљ као нераздвојне делове. Стога је контрадикторно да се користи насиље ради остварења мира. Ганди је писао: „Они кажу, 'средства су, након свега, средства'. Ја бих рекао, 'средства су, након свега, све'. Како средства тако и циљ ...“ Савремени цитат понекад приписиван Гандхију, али и А. Ј. Мастију, сумира: „Нема пута до мира; мир је пут.“

## Правда и неправда
Од класичних времена, примећено је да мир понекад постизао победник над побеђеним наметањем немилосрдних мера. У својој књизи Агрикола римски историчар Тацит укључује елоквентне и жестоке полемике против ритуалности и похлепе Рима. Једна, која Тацит наводи је која је дело Каледонијског вође Kalgak, завршава се са Auferre trucidare rapere falsis nominibus imperium, atque ubi solitudinem faciunt, pacem appellant. (Да униште, до покољу, да узурпирају под лажним називима, они позивају империју; и где праве пустињу, називају је миром. - Оксфордски ревидирани превод).
Дискусија мира је стога истовремено дискусија форме таквог мира. Је ли то једноставно одсуство масовног организованог убијања (рата) или је за мир неопходна посебна моралност и праведност? (праведни мир).
Мир се мора видети бар у две форме:
- Једноставна тишина оружја, одсуство рата.
- Одсуство рата праћено посебним захтевима за међусобно успостављање односа, које карактеришу термини као што су правда, узајамно поштовање, поштовање закона и добра воља.

У скорије време, заговорници радикалне реформе у правосудним системима су позвали на усвајање јавне политике непарничких, ненасилних метода ресторативне правде, и многи од оних који проучавају успех ових метода, укључујући Радну групу Уједињених нација о ресторативној правди, покушали су да редефинишу правду у смислу везаном за мир. Одд краја 2000-их, предложена је теорија активног мира која концептуално интегрише правду у већу мировну теорију.

## Дуги периоди мира
Најдужи непрекидни период мира међу тренутно постојећим државама је остварила Шведска, која има мир од 1814. (током 211 година; ако се шведско учешће у ратовима у Авганистану и Либији не узме у обзир) након губитка великог дела земље у корист Русије током Наполеонских ратова. Шведски мир се може делом објаснити њеним географским положајем, делом не учествовањем у војним савезима у доба мира, што резултира у извесном нивоу шведске неутралности током ратних периода, и делом због периода релативног мира у Европи и свету познатим као Pax Britannica (1815—1914) и Pax Europaea/Pax Americana (од 1950-их).
Други примери дугих периода мира су:
- Изолационистички Едо период (такође познат као Шогунат Токугава) у Јапану 1603 до 1868 (250 година)
- у Хазарски канат (југоисточна Турска) око 700-950 AD (250 година)
- у Римском царству (за 190 или 206 година).

## Покрети и активизам

### Пацифизам
Пацифизам је категоричка опозиција било којој форми рата или насиља као средства за решавање спорова или стицање предности. Пацифизам покрива спектар гледишта у опсегу од уверења да се међународни спорови могу и треба их мирно решавати; позивања на укидање војних институција и рата; опозиције било којој организацији друштва путем владиних снага (анархистички или либертаријански пацифизам); одбацивање употребе физичког насиља ради остваривања политичких, економских или социјалних циљева; до противљење насиљу под било којим околностима, укључујући одбрану себе и других.
Пацифизам може да буде базиран на моралним принципима (деонтолошки поглед) или прагматизам (а консеквенцијалистичко гледиште). Принципијелни пацифизам сматра да је насиље било којег облика неодговарајући одговор на конфликт и да је морално погрешно. Прагматични пацифизам сматра да су трошкови рата и међуљудског насиља толико велики да се морају пронаћи бољи начини решавања спорова. Пацифисти генерално одбацују теорије праведног рата.

### Организације

#### Уједињене нације
Уједињене нације (УН) су међународна организација чији наведени циљеви су да олакшавање сарадње у међународном праву, међународној безбедности, економском развоју, друштвеном прогресу, људским правима, и остваривање светског мира. УН су формиране 1945. године након Другог светског рата као замена за Лигу Народа, да би се зауставили ратови међу земљама, и пружила платформа за дијалог.
Организација уједињених нација, након одобрења Савета безбедности, шаље мировне снаге у регионе где су оружани сукоби недавно прекинути или заустављени како би се спровели услови мировних споразума и обесхрабрили борци за наставак непријатељстава. Пошто УН не одржава своју војску, мировне снаге добровољно пружају државе чланице УН. Снагама, које се називају „Плавим шлемовима“, које примењују споразуме УН-а, су додељиване медаље Уједињених нација, које се сматрају међународним наградама уместо војних награда. Мировне снаге су у целости примиле Нобелову награду за мир 1988. године.

#### Лига Народа
Главни претеча Уједињених нација била је Лига народа. Она је формирана на Париској мировној конференцији 1919., и произашла је из иницијативе Вудроа Вилсона и других идеалиста током Првог светског рата. Повеља Лиге народа је била уврштена у Версајски споразум из 1919, и организација је била базирана у Женеви до свог распуштања услед Другог светског рата и касније замене Уједињеним нацијама. Велике наде које су полагане у Лигу народа током 1920-их, на пример међу члановима Лиге националних унија, су ишчезле услед свеопштег разочарања током 1930-их док се организација показивала немоћном одговори на изазове нацистичке Немачке, фашистичке Италије и Јапана.
Један од најважнијих научника Лиге народа је био Сер Алфред Цимерн. Попут многих других британских поборника Лиге, као што су Гилберт Мари и Флоренс Ставел - такозвани сет „Грка и мира“ - он је до овога студирајући класике.
Креирање Лиге нација, и тежња за информираним јавним мњењем о међународним питањима (коју је на пример изразила Унија за демократску контролу током Првог светског рата), је довела од креирања након Првог светског рата тела посвећених разумевању међународних афера, као што су Савет за иностране односе у Њујорку и Краљевски институт за међународне афере у Чатам кући у Лондону. У исто време, академске студије међународних односа почеле су да се професионализују, са стварањем прве катедре за међународну политику, именоване по Вудрову Вилсону, у Аберистуиту у Велсу 1919. године.